# Tunhuangi kéziratok

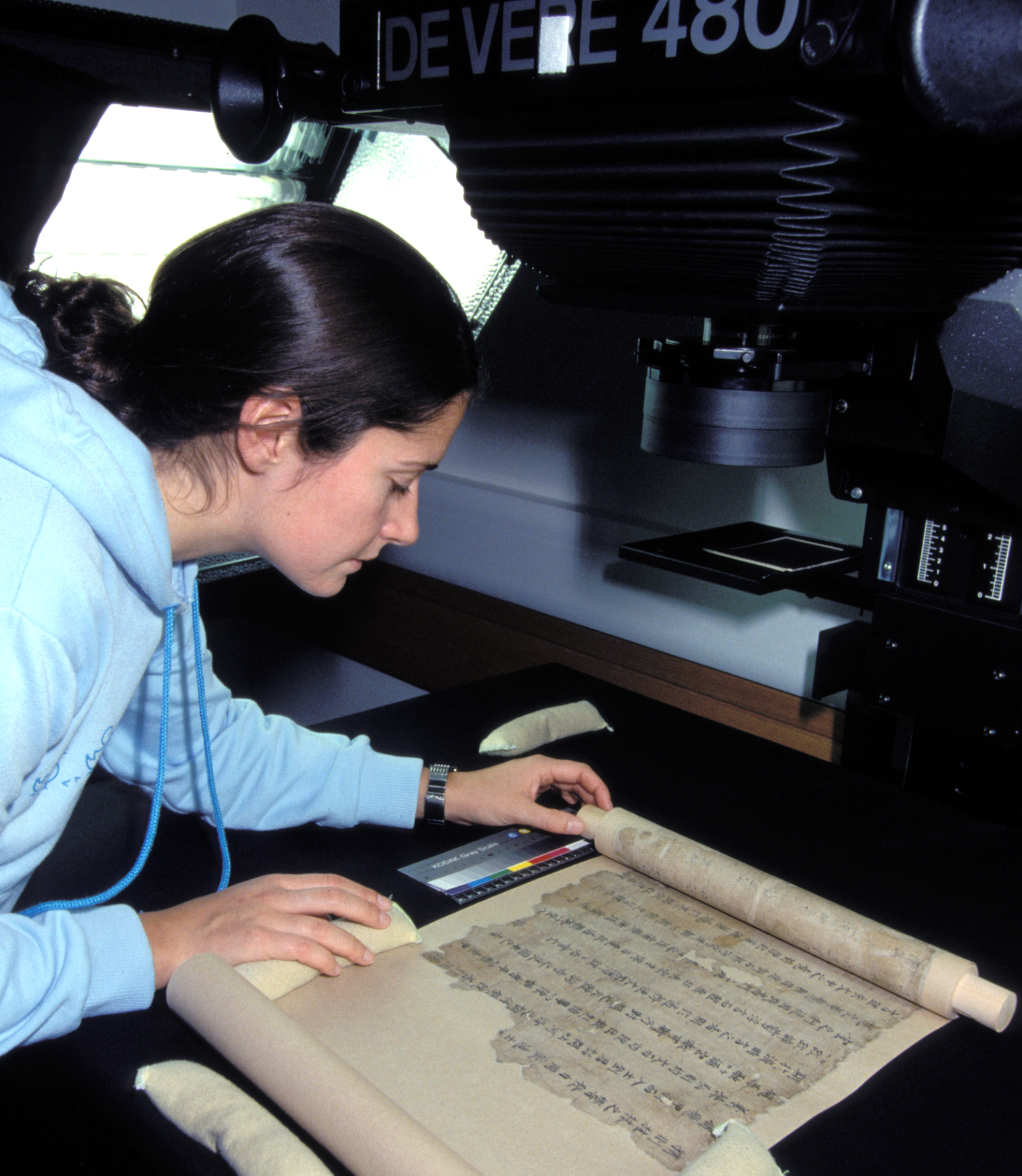
A Tunhuangi kéziratok digitalizálása

A Tunhuangi kéziratok fontos vallási és világi dokumentumok gyűjteménye, amelyeket a kínai Tunhuang város melletti Mokao-barlangok egyik rejtett barlangjában találtak a 20. század elején. Az 5-11. századból származó dokumentumok között történelmi, matematikai, népzenei és tánc témájú kéziratok szerepelnek. Nagy számban vannak köztük vallási dokumentumok, főleg buddhista szövegek, de akad köztük taoista, nesztori keresztény és manicheista is. A kéziratok többsége kínai nyelvű, de ugyancsak vannak köztük hotani, szanszkrit, szogd, tangut, tibeti, óujgur, héber és ótörök nyelvű szövegek is. A kéziratokat különböző tudományos körökben vizsgálják, például történészek, vallástudósok, nyelvészek és íráskutatók. A tekercsek között nemcsak kéziratokat találtak, hanem nyomatokat is, köztük a világ legrégebbi teljességében fennmaradt első, 868-ban nyomtatott könyvét is.

## Története
A dokumentumokat egy taoista szerzetes, Vang Jüan-lu fedezte fel a Tunhuang közelében levő, az Ezer buddha-barlangok néven ismertté vált szentélyek egyik lezárt barlangjában 1900. június 25-én. Már a 4. században éltek itt szerzetesek, akik a 11. században a háborús pusztítások elől mentették a befalazott barlangba a megközelítőleg 15 000 gondosan becsomagolt, 406 és 994 között keletkezett tekercset. A szentély falfestményeinek restaurálásakor fedezte fel Vang Jüan-lu a befalazott barlangot. 1907. után árulni kezdte a szövegeket nyugati felfedezők számára, köztük Stein Aurél és Paul Pelliot számára. Stein Aurélnek, akinek a szerzetes megmutatta a leleteket, sikerült meggyőznie a papot, hogy díj ellenében 3000 tekercset, 6000 okiratot és több száz templomi zászlót vihessen el a templomból. Később japán, orosz és dán felfedezők is hozzájutottak a kéziratgyűjtemény egyes darabjaihoz. Luo Csen-jü kínai tudósnak köszönhetően a fennmaradt kínai kéziratok nagy részét – körülbelül az összes egyötödét – 1910-ben Pekingbe szállították, és ma a Kínai Nemzeti Könyvtárban tárolják. Több ezer tibeti nyelvű kézirat fólió maradt fenn, amelyeket a régió különböző múzeumaiban és könyvtáraiban őriznek. A nyugati tudósok által megvásárolt szövegek a világ különböző intézményeibe kerültek, mint például a British Library vagy a Francia Nemzeti Könyvtár. A kéziratgyűjtemény teljes egészét a Nemzetközi Tunhuang Projekt keretein belül digitalizálják, amely online ingyenesen elérhető.

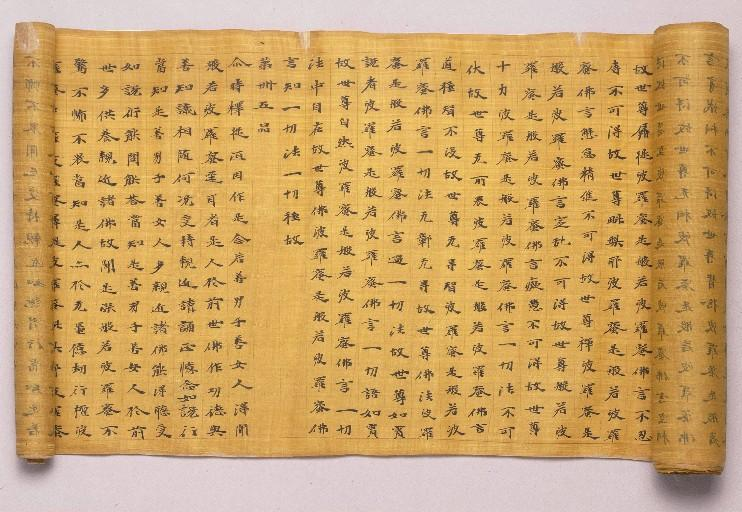
5. századi kínai kézirat selyemre írva: A bölcsesség nagy erényének szútrája

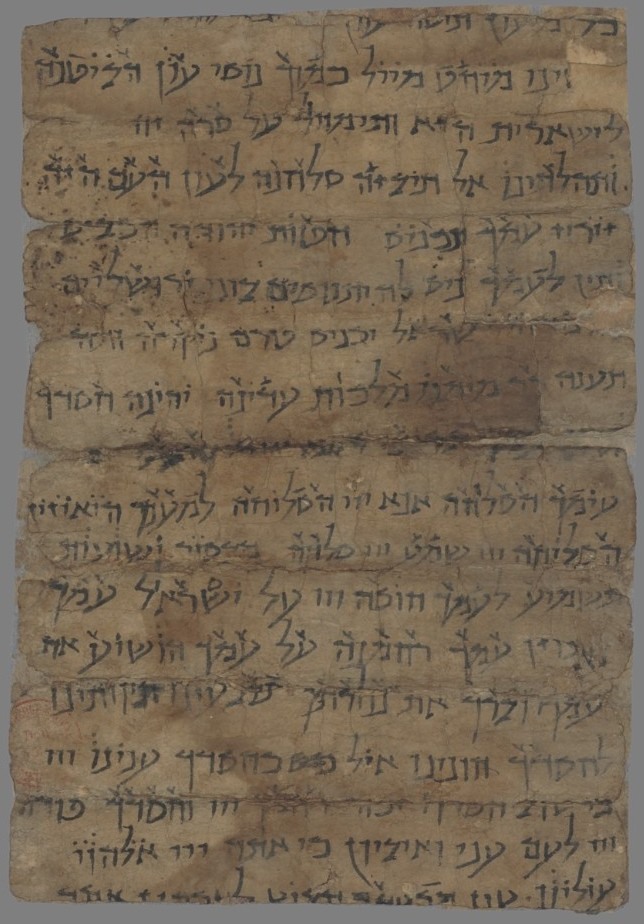
Héber írással írott szlíchót (imaalkalom) levél, 8-9. század

## Nyelvek és írásfajták
A Tunhuangi kéziratokban használt nyelvek és írások széles választéka a régió első évezredi multikulturális természetének a következménye. A kéziratok többségét klasszikus és vernakuláris kínai írással írták, a többségét – köztük a buddhista szövegeket is – kaj-su avagy „mintaírás” stílusban, de akadnak félkurzív szövegek is. A 9-10. században írott Tunhuangi kéziratok szokásostól eltérő jellemzője az, hogy úgy tűnik, hogy ecset helyett kemény íróvesszővel készültek. Akira Fudzsieda szerint amiatt lehetett ez, mert a tibeti megszállást követően a 8. században nem álltak rendelkezésre az ecsetkészítéshez szükséges alapanyagok.
A Tunhuangi kéziratok között szerepelnek a tibeti írás egyik legkorábbi fennmaradt példányai, például ucsen (dbu can) illetve umê (dbu med) stílusban. A szövegek között előfordulnak mind ótibeti, mind klasszikus tibeti nyelvű szövegek, megfejtetlen nam nyelvű szövegek, illetve olyan szövegek, amelyeket egyes tudósok a sino-tibeti nyelvcsaládba tartozó csang-csung nyelvvel azonosítanak.
A fent említett nyelveken kívül találhatóak még hotani, szanszkrit, szogd, tangut, tibeti, óujgur és héber nyelvű szövegek is.
Stein Aurélen keresztül a londoni British Librarybe került tekercsek között a könyvtárba szállításuk után fedezték fel, hogy a nemcsak kéziratokhoz, hanem a világ legrégebbi teljességében fennmaradt, fatábláról nyomtatott könyvéhez, a Gyémánt szútra kínai nyelvű változatához is hozzájutottak.

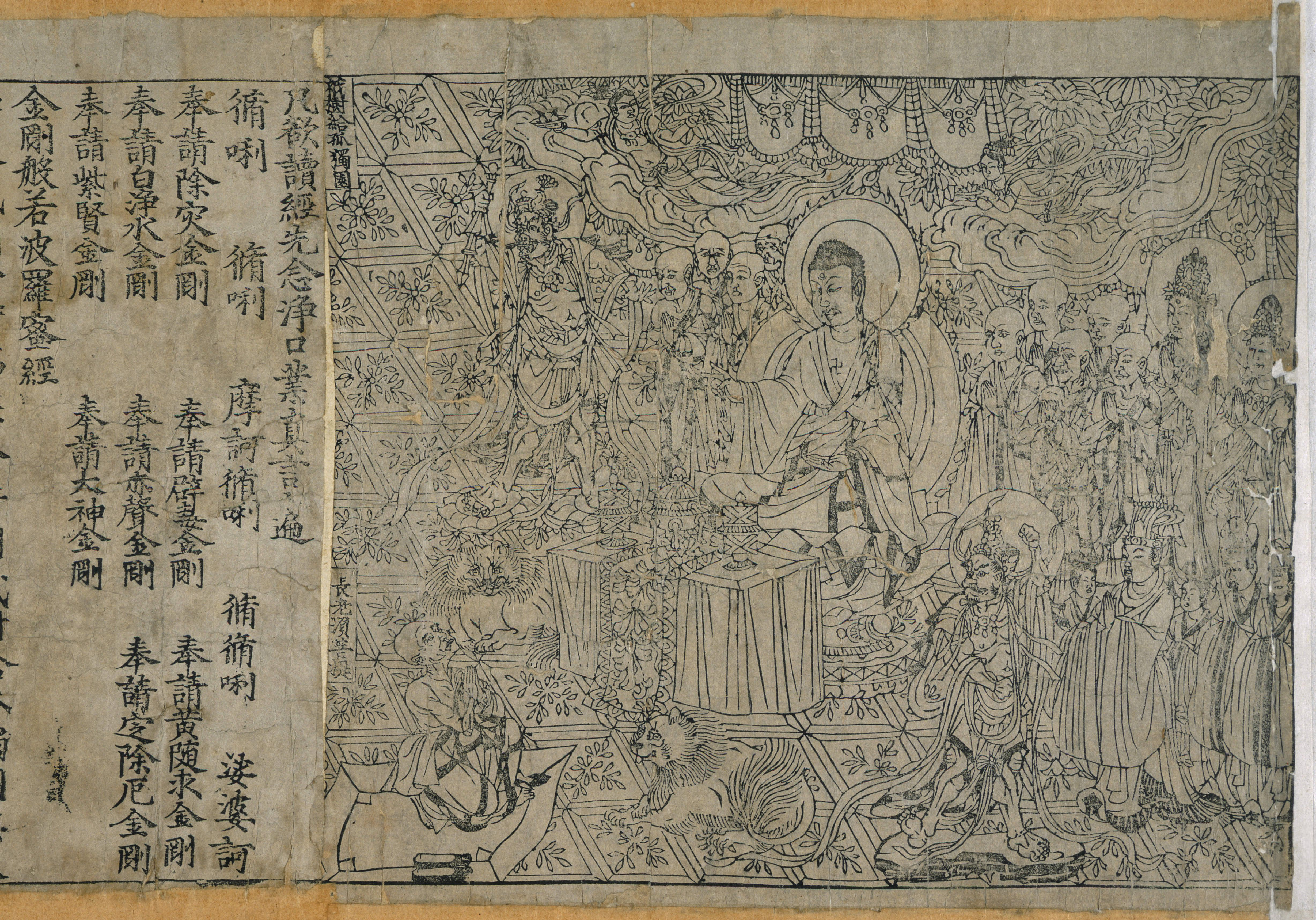
Jingangjing

## Buddhista szövegek
A kéziratok túlnyomó többsége buddhista témájú, amelyek között vannak buddhista szútrák, szövegmagyarázatok és értekezések. Ezek közül többet is vallásos érdemszerzési célzattal készítettek másolatként. Több száz szöveg buddhista tanítványok kézzel írott jegyzete. A csan buddhista jegyzetek forradalmi jelentőségű információkat szolgáltattak a csan buddhizmus történetével kapcsolatban. A tibeti buddhista kéziratok főbb témái a mahájóga és az atijóga avagy a dzogcsen.

## Más szöveges műfajok
- Nem-buddhista vallási szövegek
  - Taoista szövegek, köztük a Hua-hu-csing és a Tao-tö-king kommentárja, a Hszianger
  - Zsidó szlíchót imák
  - Nesztoriánus keresztény szövegek[17]
  - Manicheista szövegek
- Társadalmi témájú dokumentumok, például szerződések, könyvelések és kölcsön nyugták
- Filozófia, főleg a konfuciánus Beszélgetések és mondások, amelyekhez  Huang Kan (皇侃) készített szövegmagyarázatokat, illetve a Su csing ősi kiadásai
- Irodalom, közte kínai népdalszövegek és ókori költészet
- Történelem, hivatalos és helyi
- Földrajztudomány, közte a Vang vu tian-csu kuo csuan
- Orvostudomány, járványok és betegségek kezelései.[18]
- Csillagászat, közte a Tunhuangi csillagtérkép
- Matematika
- Szótárak
- Zene, kották és tánc jegyzetek
- Játékok (például a go játék szabályzata)